# قرار مجلس الأمن التابع للأمم المتحدة رقم 245
قرار مجلس الأمن التابع للأمم المتحدة رقم 245، الذي اعتمد في 25 يناير 1968، بعد أن رفضت حكومة جمهورية جنوب أفريقيا الامتثال لقرار الجمعية العامة 2324 وواصلت محاكمة المحتجزين من جنوب غرب أفريقيا بصورة غير شرعية، وطالب المجلس الإفراج عن هؤلاء المعتقلين وإعادتهم إلى أوطانهم ودعا جميع الدول إلى ممارسة نفوذها من أجل حمل حكومة جنوب أفريقيا على الامتثال للقرار.
واعتمد القرار بالإجماع.